# IV. Bereniké
IV. Bereniké Epiphaneia (görög betűkkel: Βερενίκη; Alexandria, i. e. 77. – Alexandria, i. e. 55) ptolemaida kori egyiptomi királynő i. e. 58-tól haláláig; XII. Ptolemaiosz lánya, aki apjától ragadta magához a hatalmat; VII. Kleopátra nővére.

## Élete
Apja XII. Ptolemaiosz Aulétész egyiptomi ptolemaida uralkodó, anyja valószínűleg V. Kleopátra Tryphaena. Fiatalabb testvérei vagy féltestvérei VII. Kleopátra, IV. Arszinoé, XIII. Ptolemaiosz és XIV. Ptolemaiosz. 
Porphüriosz említése szerint i. e. 58-ban XII. Ptolemaiosz Rómába ment lányával, Kleopátrával, hogy politikai és katonai segítséget kérjen, mert Egyiptomban lázadás tört ki ellene: leánya, IV. Bereniké magához ragadta a hatalmat, és nővérével, Kleopátra Tryphaenával együtt kormányzott. Mivel (VI.) Kleopátra Tryphaenának ez az egyetlen említése a történelemben, valamint mivel Sztrabón azt írja, hogy Ptolemaiosznak három lánya volt, akik közül egyedül a legidősebb, Bereniké volt törvényes, valószínű, hogy a Porphüriosznál említett Kleopátra Tryphaena valójában Bereniké anyjával, V. Kleopátrával azonos, így nem Ptolemaiosz lánya, hanem a felesége, és gyermekei közül talán egyedül Berenikének az anyja. Tryphaena i. e. 57-ben meghalt – talán megmérgezték Bereniké parancsára –, így Bereniké innentől Egyiptom egyeduralkodója volt.
Egyedül uralkodó nőként elvárták tőle, hogy férjhez menjen és férjét nevezze ki társuralkodónak. Mikor nem tette meg, tanácsadói kényszerítették, hogy feleségül menjen VII. Szeleukosz herceghez, Bereniké azonban megölte férjét, így továbbra is egyedül uralkodott. A nép attól tartott, emiatt a ptolemaida dinasztia uralma véget ér, emellett úgy tartották Berenikéről, hogy túlzottan érdeklődik a divat és a fényűzés iránt. A királynő később férjhez ment Arkhelaosz kappadókiai főpaphoz, akit azonban nem tett meg társuralkodóvá. Arkhelaoszt Pompeius tette meg a kappadókiai Komana főpapjává. A pontoszi VI. Mithridatész király fiának nevezte magát, Sztrabón szerint azonban igazi apja Arkhelaosz, Mithridatész tábornoka az első mithridatészi háborúban, aki átállt a rómaiakhoz.
Bereniké uralma i. e. 55-ben ért véget, mikor apja az Aulus Gabinius vezette rómaiak segítségével visszafoglalta trónját és lefejeztette Berenikét. Arkhelaosz, aki Sztrabón beszámolója szerint korábban barátságban állt Gabiniusszal, a Gabinius serege elleni csatában esett el.

## Fordítás
- Ez a szócikk részben vagy egészben  a   Berenice IV of Egypt című angol Wikipédia-szócikk ezen változatának fordításán alapul.  Az eredeti cikk szerkesztőit annak laptörténete sorolja fel. Ez a jelzés csupán a megfogalmazás eredetét és a szerzői jogokat jelzi, nem szolgál a cikkben szereplő információk forrásmegjelöléseként.
- Ez a szócikk részben vagy egészben  a   Cleopatra VI of Egypt című angol Wikipédia-szócikk ezen változatának fordításán alapul.  Az eredeti cikk szerkesztőit annak laptörténete sorolja fel. Ez a jelzés csupán a megfogalmazás eredetét és a szerzői jogokat jelzi, nem szolgál a cikkben szereplő információk forrásmegjelöléseként.